# دهليز الحنجرة
دهليز الحنجرة (بالإنجليزية: Laryngeal vestibule)‏ (باللاتينية: vestibulum laryngis) هو جزء من تجويف الحنجرة يوجد فوق الأحبال الصوتية، وهو واسع ومثلث الشكل، وقاعدته أو جداره الأمامي متقدم إلى الأمام، ومركزه هو البروز الخلفي لحديبة لسان المزمار. ودهليز الحنجرة هو أيضاً المدخل إلى تجويف آخر اسمه بطين الحنجرة يوجد في الجدار الجانبي (الوحشيّ) للحنجرة.

## الطيات الدهليزية
دهليز الحنجرة هو فتحة في جدار الحنجرة الجانبي (الوحشيّ) توجد بين الطية الدهليزية أعلاه و الأحبال الصوتية أدناه.
توجد الطيات الدهليزية بداخل دهليز الحنجر، وبين هذه الطيات الدهليزية والأحبال الصوتية توجد بطينات الحنجرة.
تتشكل الطية الدهليزيّة بواسطة الرباط الدهليزيّ الممتدّ من الجدران الجانبية (الوحشيّة) للسان المزمار إلى الغضروف الهرمي المُغطّى بالغشاء المخاطيّ.

## الأحبال الصوتية
مخروط الحنجرة المرن (أو: الرباط الجانبي) هو الجزء الجانبي السميك من الغشاء الحلقي الدرقي (بالإنجليزية: cricothyroid membrane)‏. الأحبال الصوتية هي الحافة العلوية لمخروط الحنجرة المرن (باللاتينية: conus elasticus) الذي يغطيه الغشاء المخاطي.

## صور اضافية

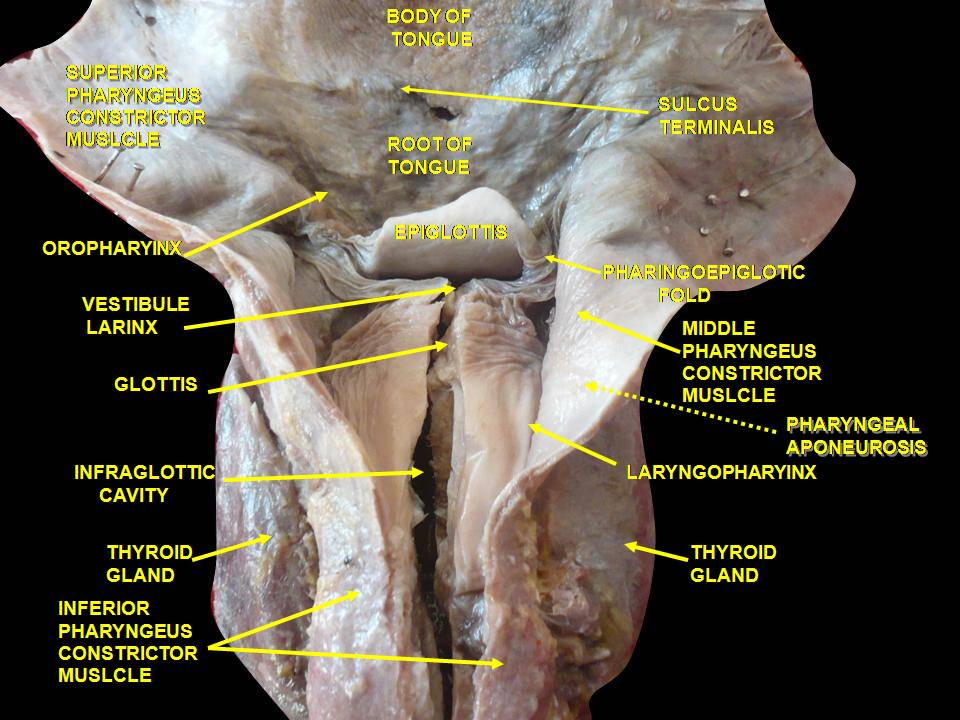
تشريح عميق للحنجرة والبلعوم واللسان. نظرة من الخلف.
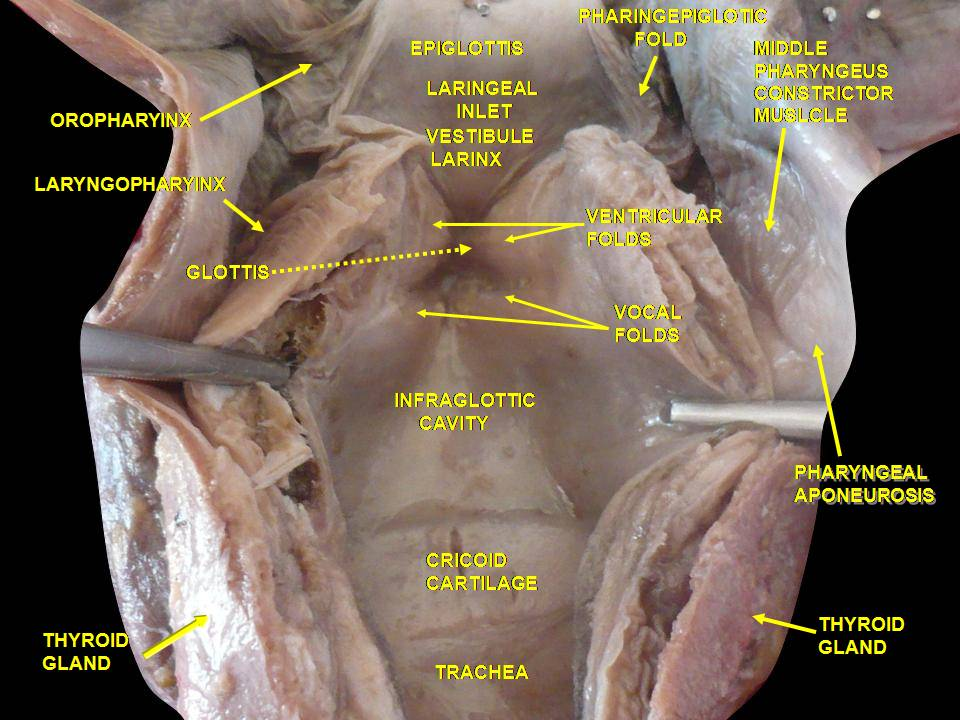
تشريح عميق للحنجرة والبلعوم واللسان. نظرة من الخلف.
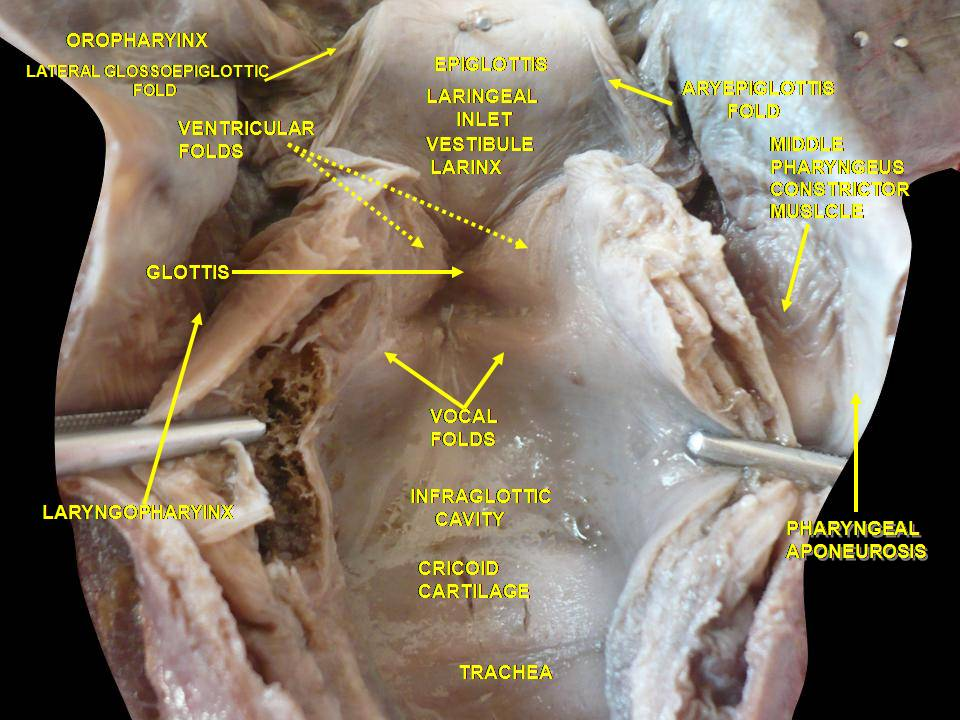
تشريح عميق للحنجرة والبلعوم واللسان. نظرة من الخلف.

## روابط خارجية
- منظر جانبي للحنجرة: أطلس تشريح جامعة ميشيغان rsa3p14
- درسٌ تشريحي حول lesson11 مُعدٌ بواسطة ويسلي نورمان (جامعة جورجتاون).
- طالع صورة (larynxsagsect) .